# Valle de Lierp
Valle de Lierp är en kommun i Spanien.   Den ligger i provinsen Provincia de Huesca och regionen Aragonien, i den nordöstra delen av landet, 400 km nordost om huvudstaden Madrid. Arean är 33 kvadratkilometer. Valle de Lierp gränsar till Torre la Ribera, Isábena, Foradada del Toscar och Valle de Bardají. 
Terrängen i Valle de Lierp är huvudsakligen kuperad, men norrut är den bergig.